# La incredulidad de santo Tomás (Caravaggio)
La incredulidad de Santo Tomás es un cuadro pintado por Caravaggio en 1602. Fue pintado para los Giustiniani. El cuadro muestra a Cristo resucitado ante sus discípulos, pero Tomás se niega a creer, por lo que Jesús le ofrece que toque sus heridas. El naturalismo típico de Caravaggio se hace presente aquí, al mostrar al santo como un incrédulo. Las luces, además, contribuyen a enfocar más la figura y a dotarla de realismo. La razón por la que Tomás se niega a creer, nos da a entender que él no tenía esa fe tan fuerte que tenían otros discípulos y que es necesaria para ser seguidor de Cristo.